# Ville-aux-Bois
Ville-aux-Bois – miejscowość i gmina we Francji, w regionie Grand Est, w departamencie Aube.
Według danych na rok 1990 gminę zamieszkiwało 18 osób, a gęstość zaludnienia wynosiła 3 osób/km².